# Legend of the Wu-Tang Clan
Legend of the Wu-Tang Clan è una raccolta del gruppo hip hop statunitense Wu-Tang Clan, pubblicata nel 2004 dalla BMG.
Il disco raccoglie le prime quattro opere del Wu-Tang Clan, andando a formare un prodotto non omogeneo.
| Recensione | Giudizio |
| ---------- | -------- |
| AllMusic   | [ 1 ]    |
| NME        | [ 3 ]    |

## Tracce
Testi di Wu-Tang Clan.
1. C.R.E.A.M. – 4:10
2. Method Man (Skunk Mix) – 3:09
3. Protect Ya Neck (Bloody Version) – 5:03
4. Wu-Tang Clan Ain't Nuthing ta F' Wit – 3:32
5. Can It Be All So Simple – 4:11
6. Shame on a Nigga – 2:54
7. Da Mystery of Chessboxin' – 4:47
8. Reunited – 5:22
9. It's Yourz – 4:13
10. Triumph (feat. CappaDonna) – 5:37
11. Gravel Pit – 4:13
12. Protect Ya Neck (The Jump Off) – 3:58
13. Sucker M.C.'s – 3:44
14. Uzi (Pinky Ring) – 5:17
15. Shaolin Worldwide – 4:03
16. Diesel (feat. RZA, Method Man, U-God, Raekwon & Ol' Dirty Bastard) – 5:29

## Classifiche
| Classifica (2004)         | Posizione massima |
| ------------------------- | ----------------- |
| Stati Uniti               | 72                |
| US Top Rap Albums         | 22                |
| US Top R&B/Hip-Hop Albums | 35                |